# 蔡珍
蔡珍，元朝彰德安阳（今河南安阳市）人。
其父蔡兴，年轻时隶属于军籍，跟随宗王口温不花出征，官至权管军百户。蒙哥时，蔡兴告老，以蔡珍代替他的职位。蔡珍骁勇善战。1258年，跟随蒙哥参与攻打南宋合州钓鱼山。元世祖中统元年（1260年），跟随忽必烈攻打阿里不哥。中统三年（1262年），参与平李璮之乱。后来进攻南宋，参与镇守襄阳，攻打安庆、五河，立有战功。宋朝灭亡后，入备宿卫，至元十四年（1277年），授管军总把，升为权管军千户。至元十七年（1280年），担任中卫亲军总把。督建察罕脑儿（白海）行营。至元二十一年（1284年）担任胶东海道都漕运司丁壮万户府都镇抚。至元二十七年（1290年），为后卫亲军千户。元成宗元贞年间以年老告归退职。八十一岁去世。其子蔡恕袭职。